# Ierse parlementsverkiezingen 1981
De Ierse parlementsverkiezingen van 1981 vonden plaats op 11 juni. De Dáil Éireann, het Ierse parlement, was eerder ontbonden op 21 mei. Bij deze verkiezingen werd de Dáil uitgebreid van 148 naar 166 zetels. 

## Achtergrond
Bij deze verkiezingen hadden de drie grootste partijen allen een nieuwe leider. Charles Haughey was eind 1979 premier geworden en stond voor het eerst aan het hoofd van Fianna Fáil, terwijl Fine Gael en de Labour-partij werden aangevoerd door respectievelijk Garret FitzGerald en Frank Cluskey. 
Fianna Fáil stond er goed voor in de peilingen en er werd verwacht dat Haughey zou oproepen tot nieuwe verkiezingen in februari 1981 op het eigen jaarlijkse partijcongres. Een brand in een nachtclub in Dublin waarbij 48 mensen het leven verloren zorgde er echter voor dat het partijcongres werd uitgesteld. In maart eiste de hongerstaking van een aantal Republikeinen in Maze Prison alle aandacht op. Verschillende hongerstakers werden genomineerd als kandidaat voor de verkiezingen in Noord-Ierland en Ierland. Zij werden aangeduid als de Anti H-Blockbeweging, vernoemd naar de vleugel van de gevangenis waar de hongerstakers opgesloten zaten. Fine Gael presenteerde intussen een plan om de belastingen te verlagen.
De verkiezingen resulteerden in het grootste verlies voor Fianna Fáil in twintig jaar. Verschillende gevangenen van de Anti H-Blockbeweging werden verkozen. Ook verloor de partij zetels aan Fine Gael. Labour-leider Frank Cluskey verloor zijn zetel en werd als partijleider opgevolgd door Michael O'Leary. Hoewel Fianna Fáil nog steeds de grootste partij was vormden na de verkiezingen Fine Gael en de Labour-partij een coalitie onder leiding van Garret FitzGerald.

## Uitslag
| Partij                     | Stemmen | %    | ±%    | zetels | verschil |
| -------------------------- | ------- | ---- | ----- | ------ | -------- |
| Fianna Fáil                | 777.616 | 46,3 | ▼ 5,3 | 77     | ▼ 7      |
| Fine Gael                  | 626.376 | 39,3 | ▲ 5,9 | 63     | ▲ 22     |
| Irish Labour Party         | 169.990 | 9,0  | ▼ 1,7 | 15     | ▼ 1      |
| Anti H-Block               | 46.081  | 2,7  | ▲ 2,7 | 2      | ▲ 2      |
| Sinn Féin (Workers' Party) | 29.561  | 0,6  | ▲ 1,7 | 1      | ▲ 1      |
| Socialist Labour Party     | 7.107   | 0,4  | ▲ 0,4 | 1      | ▲ 1      |
| Onafhankelijken            | 60.551  | 3,5  | ▼ 3,5 | 4      | 0        |
| Totaal                     |         | 100% | ▲ 18  | 166    |          |